# スティーヴ・メーア
スティーヴ・メーア（Philip Mahre、1957年5月10日 - ）は、アメリカ合衆国・ワシントン州ヤキマ出身のアルペンスキー選手。1980年代に活躍した。

## 来歴
双子の兄フィリップ・メーアとともに、サラエボオリンピックに出場し、男子回転で金メダルの兄に続いて銀メダルを獲得した。この大会ではアルペンスキー6種目中、米国は金メダル3個を獲得して、アルペン強国オーストリア、スイスなどを圧倒した。
1982年のアルペンスキー世界選手権大回転で金メダルを獲得した。
1984年3月に現役引退、コロラド州キーストーンでスキー学校を開校（現在はユタ州ディアヴァレーに移転）。
1988年から兄とともにカーレースにも参戦。

## 著書
Mahre, Phil and Steve; with John Fry (1985). No Hill Too Fast. Simon and Schuster. ISBN 0-671-55706-8